# استفانو پشه
استفانو پـِشه (ایتالیایی: Stefano Pesce؛ زادهٔ ۱۹ اکتبر ۱۹۶۷) بازیگر اهل ایتالیا است.
از فیلم‌ها یا مجموعه‌های تلویزیونی که وی در آن‌ها نقش داشته‌است، می‌توان به دوستان من، حواری سیزدهم، مظنون، جنایت‌های غیرحرفه‌ای و حوزه استحفاظی اشاره نمود.